# Rosa montezumae
Rosa montezumae là loài thực vật có hoa trong họ Hoa hồng. Loài này được Humb. & Bonpl. ex Thory miêu tả khoa học đầu tiên năm 1817.